# Institut tvůrčí fotografie

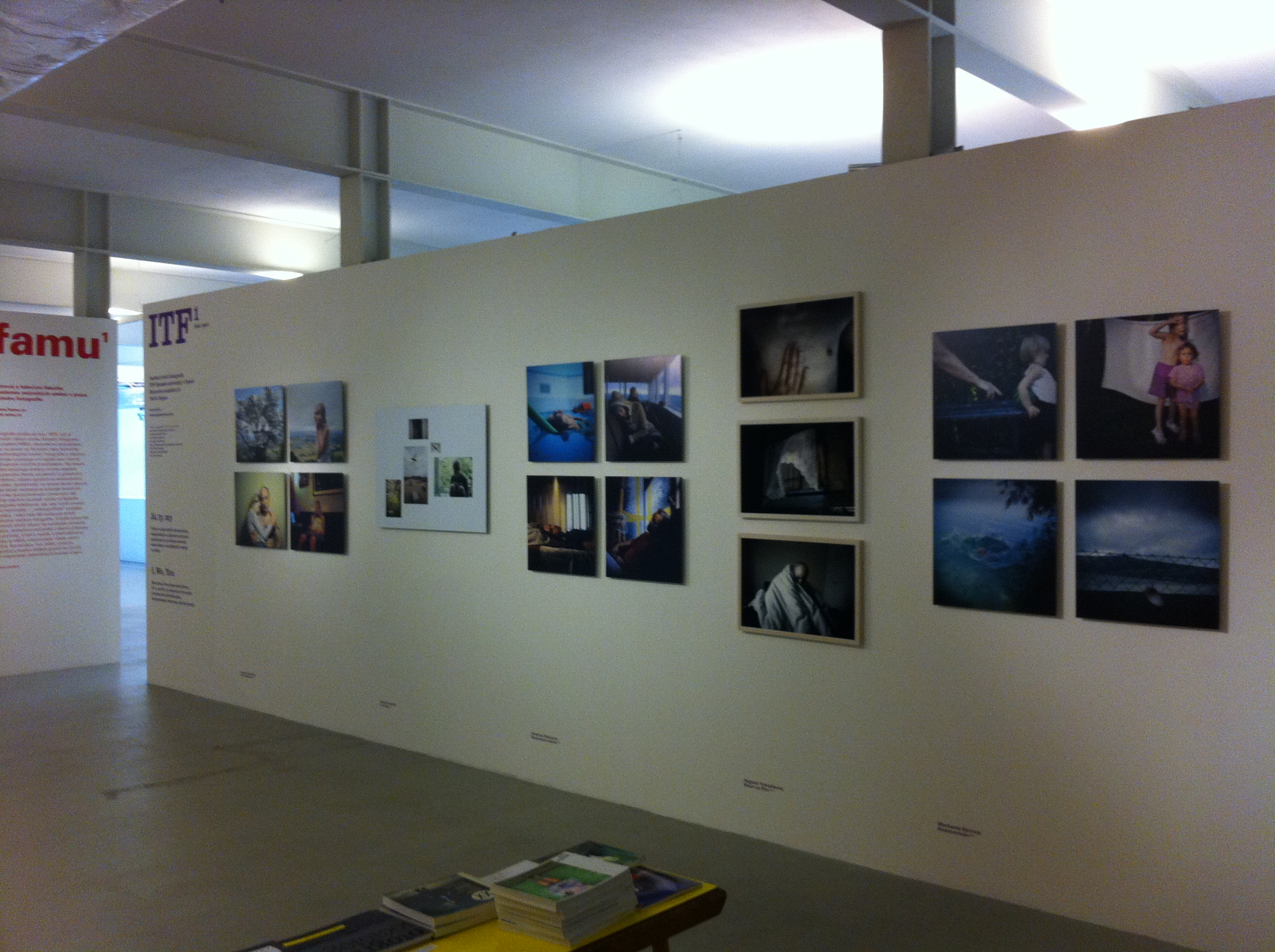
ITF na výstavě Prague Photo 2012

Institut tvůrčí fotografie (ITF) je jeden z ústavů Filozoficko-přírodovědecké fakulty v Opavě (Slezská univerzita v Opavě). ITF je nástupcem Institutu výtvarné fotografie, centra pro vzdělávání fotoamatérů Českého svazu fotografů (1971–1990). Součástí SU v Opavě je od roku 1990. Poskytuje bakalářské (BcA.), magisterské (MgA.) a doktorské (Ph.D.) studium v oboru fotografie.

## Známí pedagogové
Současným vedoucím ITF je prof. Vladimír Birgus. Na škole vyučuje známý český dokumentarista Jindřich Štreit, fotograf Pavel Mára ad. Dlouhá léta zde vykonával funkci tajemníka Vojtěch Bartek.
Další významní pedagogové: Antonín Braný, Tomáš Fassati, Otakar Karlas, Aleš Kuneš, Miroslav Myška, Dita Pepe, Václav Podestát, Jan Pohribný, Michał Szalast, Tomáš Pospěch, Jiří Siostrzonek, Karel Poneš, Petr Velkoborský a Tereza Vlčková.

## Známí absolventi
- Jolana Havelková, organizátorka Funkeho Kolína, fotografka, filmařka, kurátorka, vysokoškolská učitelka
- Petr Hrubeš, módní fotograf
- Michal Kubíček, novinář, politik a spisovatel
- Michal Macků, fotograf portrétů těla – geláže
- Lucia Nimcová, fotografka
- Dita Pepe, konceptuální fotografka, módní fotografie – ve spolupráci se svým manželem Petrem Hrubešem
- Evžen Sobek, reportážní a dokumentární fotograf, pedagog
- Agáta Prachařová, modelka, majitelka modelingové agentury, moderátorka, herečka, módní návrhářka, vicemiss České republiky
- Petr Vilgus, historik fotografie, redaktor DIGIfota
- Mariusz Forecki, polský fotograf